# Alexandra Braun Waldeck
Alexandra Braun Waldeck (ur. 19 maja 1983 w Caracas) – Miss Earth w 2005 roku.
W 2005 jako reprezentantka Nueva Esparta została pierwszą wicemiss Wenezueli i reprezentowała swój kraj na wyborach Miss Earth w tym roku. Była pierwszą Wenezuelką, która wygrała ten konkurs.
Poprzedniczka: Priscilla Meirelles Miss Earth 2005 Następczyni: Hil Hernández